# Eloeophila similissima
Eloeophila similissima är en tvåvingeart som först beskrevs av Alexander 1941.  Eloeophila similissima ingår i släktet Eloeophila och familjen småharkrankar. Inga underarter finns listade i Catalogue of Life.